# Staats- und Sozialwissenschaften
Staats- und Sozialwissenschaften ist ein interdisziplinäres Studienfach, welches nur an der Universität der Bundeswehr München angeboten wird. Das Studienfach gliedert sich in zwei Studiengänge: das Bachelor-Studium sowie das konsekutive Master-Studium. Die Studienabschlüsse sind Bachelor bzw. Master of Arts. Wie alle Studiengänge an Bundeswehr-Universitäten wird es in Trimestern (Intensivstudium) studiert.

## Studium
Das Studium, welches als integraler Bestandteil der Offizierausbildung der Bundeswehr überwiegend von Offizieranwärtern und Offizieren studiert wird, vermittelt Grundlagen und vertiefte Kenntnisse aus Kernbereichen verschiedener sozial- und geisteswissenschaftlicher Disziplinen: Politikwissenschaft, Geschichtswissenschaft, Rechtswissenschaft, Volkswirtschaftslehre, Soziologie und Ethik sowie grundlegende Kenntnisse sozialwissenschaftlicher Methoden, vor allem Empirische Sozialforschung sowie Statistik.

### Bachelor-Studium
Der Bachelor-Studiengang gliedert sich in ein Grundstudium (1. bis 3. Trimester) sowie ein Aufbaustudium (4. bis 7. Trimester). Zudem sind zwei „Sommermodule“ zu belegen: Am Ende des ersten Studienjahrs verfassen die Studierenden eine „Textanalyse“, nach dem zweiten Studienjahr absolvieren sie im Regelfall im In- oder Ausland ein Praktikum oder besuchen eine universitäre „Summer School“.

#### Grundstudium
Im Grundstudium werden die methodischen als auch fachlichen Grundlagen der beteiligten Teildisziplinen aus Geschichts-, Politik- und Rechtswissenschaft sowie, ergänzend und teilweise optional, der Ethik, Soziologie und Volkswirtschaftslehre gelehrt.

#### Aufbaustudium
Als Vertiefungsrichtungen im Aufbaustudium können nach dem vierten Trimester „Staatliche Strukturen und gesellschaftlicher Wandel“ oder „Internationales Recht und Politik“ gewählt werden.

##### Vertiefungsrichtung Internationales Recht und Politik
In der Vertiefungsrichtung „Internationales Recht und Politik“ stehen die internationalen Dimensionen der Politikwissenschaft und der Rechtswissenschaft im Vordergrund: internationale Politik und Konfliktforschung auf der einen Seite und Völker- und Europarecht auf der anderen Seite. Inhalte sind u. a. der Wandel des Völkerrechts von einem „Zwischenstaatenrecht“ hin zu einer das Individuum berechtigenden und verpflichtenden Rechtsordnung auseinander sowie Globalisierung und Regionalisierung als komplementäre Prozesse. Ergänzend können die Studierenden entweder volkswirtschaftliche Veranstaltungen wählen oder die Ergänzungsfächer Soziologie und Ethik.

##### Staatliche Strukturen und gesellschaftlicher Wandel
In der Vertiefungsrichtung „Staatliche Strukturen und gesellschaftlicher Wandel“ stehen die Fächer Politikwissenschaft und Geschichtswissenschaft im Vordergrund. Verpflichtend kommen Lehrveranstaltungen aus den Fächern Soziologie und Ethik hinzu. Die Vertiefungsrichtung beinhaltet politische und soziale Charakteristika verschiedener Staats- und Gesellschaftssysteme in Geschichte und Gegenwart und untersuchen neben deren ideengeschichtlichen Grundlagen u. a. gesellschaftliche Konfliktlinien, Globalisierungsstrategien sowie verschiedene Muster und Formen der Bildung kollektiver Identitäten.

### Master-Studium
Das Master-Studium beginnt jeweils im Wintertrimester (Januar) und dauert insgesamt 21 Monate. Im fünften und letzten Trimester wird eine Masterarbeit angefertigt. Die Vertiefungsrichtungen des Bachelor-Studiums werden im Master-Studium fortgeführt. In sogenannten Ergänzungsmodulen können die Studierenden weitgehend frei, ihren Studieninteressen gemäß, ihre Wahlpflichtrichtung weiter ausbauen.
Im Master-Studium sollen die Studierenden befähigt werden, wissenschaftliche Fragestellungen der Politikwissenschaft, Geschichtswissenschaft, Rechtswissenschaft, Volkswirtschaftslehre, Soziologie und Ethik auch interdisziplinär zu entwickeln und diese praxisgerecht, methodensicher und lösungsorientiert zu bearbeiten. Gleichzeitig sollen sich die Studierenden mit Theorieentwicklung und -debatten der verschiedenen Disziplinen sowie den neuesten Forschungsergebnissen vertraut machen.

### Geschichte
Als eigenständiger Studiengang besteht Staats- und Sozialwissenschaften seit dem Jahr 1988. Im Zuge des Bologna-Prozesses wurde im Jahr 2007 der Bachelor-Studiengang und 2010 der Master-Studiengang eingeführt. Der letzte Diplom-Studiengang, bei dem der Abschluss Diplom-Staatswissenschaftler erworben wurde, startete im Jahr 2006.

### Absolventen
Zu bekannten Absolventen des Studiengang Staats- und Sozialwissenschaften zählen:
- Dag Baehr (Generalmajor und ehemaliger Kommandeur des Kommando Spezialkräfte; 1989–1992)
- Jochen Bohn (Oberstleutnant und außerplanmäßiger Professor für Politische Philosophie und Sozialethik an der Fakultät für Staats- und Sozialwissenschaften; 1991–1995)
- Andreas Durst (Brigadegeneral und Kommandeur der Panzergrenadierbrigade 41; 1988–1991)
- Helmut R. Hammerich (Militärhistoriker; 1988–1992)
- Andreas Henne (Brigadegeneral und General für Standortaufgaben Berlin im Kommando Territoriale Aufgaben der Bundeswehr; 1989–1992)
- Martin Rink (Militärhistoriker; 1989–1993)

## Fakultät
Der Studiengang wird durch die Fakultät für Staats- und Sozialwissenschaften durchgeführt. An der Fakultät forschen und lehren 17 Professoren und 25 fest angestellte Wissenschaftliche Mitarbeiter. Gemeinsam mit den anderen Mitarbeitern (z. B. aus Drittmitteln, Lehrbeauftragte und Lecturer) betreut die Fakultät mehr als dreihundert Studierende im B.A.- und M.A.-Studiengang. Dekanin der Fakultät ist Kathrin Groh, Prodekan ist Marc Frey, Studiendekan ist Daniel-Erasmus Khan und Vorsitzender der Prüfungsausschusses ist Friedrich Lohmann.

### Gliederung
Sie besteht aus fünf Instituten sowie einen Lehr- und Forschungsbereich:
- Institut für Öffentliches Recht und Völkerrecht
  - Professur für Öffentliches Recht (Kathrin Groh)
  - Professur für Öffentliches Recht, Europarecht und Völkerrecht (Daniel-Erasmus Khan)
  - Professur für Internationales Recht und internationalen Menschenrechtsschutz (Christina Binder)
- Institut für Politikwissenschaft
  - Professur für Politische Theorie (Dirk Lüddecke)
  - Professur für Politikwissenschaft unter besonderer Berücksichtigung der Innenpolitik und Vergleichende Regierungslehre (Ursula Münch; Vertretung: Jasmin Riedl)
  - Professur für Internationale Politik (Carlo Masala)
  - Professur für Internationale Politik und Konfliktforschung (Stephan Stetter)
  - Juniorprofessur für Unsicherheitsforschung und gesellschaftliche Ordnungsbildung (Timothy Williams)
- Historisches Institut
  - Professur für Neuere und Neueste Geschichte (Hedwig Richter)
  - Professur für Neueste Geschichte und Zeitgeschichte unter besonderer Berücksichtigung der internationalen Beziehungen (Marc Frey)
  - Professur für Geschichte der Frühen Neuzeit (Isabelle Deflers)
  - Professur für Wirtschafts-, Sozial- und Technikgeschichte (Stephan Lindner)
- Institut für Theologie und Ethik
  - Professur für Katholische Theologie (Thomas Bohrmann)
  - Professur für Evangelische Theologie (Friedrich Lohmann)
- Institut für Soziologie und Volkswirtschaftslehre
  - Professur für Allgemeine Soziologie (Sina Farzin)
  - Professur für Sozialwissenschaftliche Ökonomie (Martin Binder)
  - Professur für Soziologie der Globalisierung (vakant; Vertretung Michael Ernst-Heidenreich)
  - Professur für Entwicklungsökonomie und -politik (Gertrud Buchenrieder)
- Lehr- und Forschungsbereich Empirische Methoden Methoden und Statistik
  - Empirische Sozialforschung (Carmen Klement)

### Geschichte
Die Fakultät für Staats- und Sozialwissenschaften wurde 1978 mit dem Ziel gegründet, den technischen Schwerpunkt der Universität der Bundeswehr München durch ein obligatorisches geisteswissenschaftliches Begleitstudium zu ergänzen. 

### Ehemalige Professoren
Folgende Professoren hatten unter anderem einen Lehrstuhl an der Fakultät für Staats- und Sozialwissenschaften inne:
- Gottfried Küenzlen (Evangelische Theologie bis 2010)
- Jürger Schwarz (Internationale Politik; ab 1975)
- Armin A. Steinkamm (Öffentliches Recht)

### Doktoranden
Folgende bekannte Personen haben ihre Dissertation an der Fakultät für Staats- und Sozialwissenschaften verfasst und dort promoviert:
- Dieter Budde (Generalmajor a. D; 2000)
- Dirk Freudenberg

## Bibliothek
An der Universität der Bundeswehr München besteht eine Teil-Bibliothek für Staats- und Sozialwissenschaften, die räumlich in die Zentralbibliothek der Universitätsbibliothek der Universität der Bundeswehr München integriert ist. Der sachlich aufgestellte Freihandbestand umfasst ca. 145.000 Bände, eine Lehrbuch-Sammlung und die Handapparate der Fachdozenten. An wissenschaftlichen Zeitschriften stehen circa 550 gedruckte und 8900 elektronische Titel zur Verfügung.